# Ken Taylor (bassist)
Kenneth Taylor-King (Londen, 21 april 1952) is een Duitse bassist.

## Carrière
Taylors ouders waren afkomstig uit Jamaica. Op 14-jarige leeftijd was hij werkzaam in de studio en op het podium voor fameuze artiesten als John Mayall, Jelly Bread, Jimmy Cliff, Desmond Dekker, Christine McVie, Prince Buster en Ashton, Gardner & Dyke. Nadat hij zich tijdens de jaren 1970 in Londen een naam had gemaakt, kwam Taylor naar Duitsland om met producenten als Giorgio Moroder en Frank Farian te werken. In 1978 speelde hij met Supermax. Een jaar later formeerde hij in Frankfurt am Main de band Tokyo. Taylor werkte onder andere mee op tournees van Keb' Mo', Noa en Sonny Landreth en Wolfgang Niedecken. Tijdens studio-producties stond hij bovendien artiesten als Brian May (Another World), Bruce Springsteen, Robert Palmer, Sally Oldfield, Rio Reiser, Stephan Remmler, Smokie, Alphaville, Udo Lindenberg, Xavier Naidoo, Sabrina Setlur en Scorpions met de Berliner Philharmoniker ter zijde. Sinds 1993 is hij tijdens alle live- en studioproducties een vast lid van de Peter Maffay Band.
Ken Taylor is ook werkzaam als songwriter en componist. Zijn zoon Leon Taylor is ook muzikant en nam in 2010 deel aan de Duitse voorronden van het Eurovisiesongfestival in Oslo.

## Instrumenten
Ken Taylor heeft sinds 1993 een eigen Signatur E-Bass KT Basic van de firma Sandberg Guitars uit Braunschweig en meerdere akoestische basgitaren van de KTSM-serie van Ortega Guitars. Taylor gebruikt snaren van het merk D'Addario.

## Samenwerkingen
- Frank Diez
- Glashaus
- Marianne Rosenberg
- Rödelheim Hartreim Projekt
- Uwe Ochsenknecht

- Gemeinsame Normdatei: 134536975
- International Standard Name Identifier: 0000 0003 7268 6032
- MusicBrainz: e4f8a409-1489-4cea-b863-6f3b4f0d3d61
- Virtual International Authority File: 79663000
- WorldCat: E39PBJjMDxFM9kKwrdcXdk6Yfq